# Rotrud III van Perche
Rotrud III van Perche (overleden te Rouen op 6 of 8 mei 1144) was van 1100 tot aan zijn dood graaf van Perche. 

## Levensloop
Rotrud III was de zoon van graaf Godfried II van Perche en Beatrix van Ramerupt, dochter van graaf Hilduin IV van Montdidier.
Samen met zijn oom Ebles II van Roucy nam hij deel in de strijd tegen de Moren op het Iberisch Schiereiland, aan de zijde van koning Sancho I van Aragón. Later nam hij in het gevolg van hertog Robert II van Normandië deel aan de Eerste Kruistocht. Zo vocht hij mee bij het Beleg van Antiochië en het Beleg van Jeruzalem. Rotrud bevond zich nog in het Heilige Land toen zijn vader in oktober 1100 overleed. Vervolgens volgde hij hem op als graaf van Perche en heer van Nogent-le-Rotrou. 
Kort na zijn terugkeer in Frankrijk brak er een conflict uit tussen Robert II van Normandië en koning Hendrik I van Engeland. Aanvankelijk steunde Rotrud de hertog van Normandië, terwijl zijn vijand Robert II van Bellême zich aan de zijde van de koning van Engeland schaarde. Nadat hij de mindere was gebleken tegenover Bellême, wisselde Rotrud naar de zijde van de Engelse koning. In 1103 zou hij zelfs huwen met een buitenechtelijke dochter van Hendrik I. De strijd tegen Bellême ging echter verder, totdat beide opponenten geëxcommuniceerd werden. Om van deze excommunicatie verlost te geraken moest hij een schandstraf betalen.
In 1111 streed hij aan de zijde van koning Hendrik I van Engeland tegen koning Lodewijk VI van Frankrijk, die op zijn beurt gesteund werd door, alweer, Robert II van Bellême en graaf Fulco V van Anjou. Rotrud werd door de Franse koning gevangengenomen, terwijl de stad Mortagne-au-Perche platgebrand werd. Na zijn vrijlating trok hij terug naar Spanje om koning Alfons I van Aragón bij te staan in de Reconquista. Hij moest echter snel terugkeren om het door Willem III van Gouët verwoeste graafschap Perche te verdedigen. Van 1115 tot 1118 was hij terug in Spanje, waar hij Alfons I ondersteunde om het opstandige Navarra te heroveren. Nadat de stad Tudela in 1119 heroverd werd op de Moren, werd Rotrud III eveneens belast met de regering van deze stad.
Na de dood van koning Hendrik I van Engeland in 1135 en de uitbraak van de Engelse Burgeroorlog koos Rotrud aanvankelijk de zijde van de nieuwe koning Stefanus van Blois, tegen Hendriks dochter Mathilde en haar echtgenoot Godfried V van Anjou. In 1141 organiseerde hij echter een samenkomst van Normandische baronnen, die beslisten zich aan te sluiten bij Mathilde en Godfried V. Bij de belegering van Rouen, tijdens de verovering van Normandië door Godfried van Anjou, werd Rotrud in mei 1144 dodelijk getroffen door een pijl.

## Huwelijk en nakomelingen
Eerst was Rotrud gehuwd met een vrouw wier naam onbekend gebleven is. Ze kregen een dochter Beatrix, die huwde met heer Reinoud IV van Château-Gontier.
In 1103 huwde hij met zijn tweede echtgenote Mathilde (overleden in 1120), een buitenechtelijke dochter van koning Hendrik I van Engeland en diens maîtresse Edith. Mathilde kwam in 1120 om het leven bij de zinking van het White Ship. Ze kregen volgende kinderen:
- Filippa, huwde met graaf Eli II van Maine
- Felicia

Rond 1126 huwde hij met Hawise, dochter van Walter van Salisbury. Ze kregen volgende kinderen:
- Rotrud IV (overleden in 1191), graaf van Perche
- Godfried

Ook had hij twee onwettige zonen:
- Bertrand, van wie zoon Gilbert graaf van Gravina in Apulië werd, gelegen in het Normandische koninkrijk Sicilië.
- Stefanus (1140-1169), kanselier van het Normandische koninkrijk Sicilië en aartsbisschop van Palermo.